# تشارلز هاريس (مصور)
تشارلز هاريس (بالإنجليزية: Charles "Teenie" Harris)‏ هو مصور أمريكي، ولد في 1908 في بيتسبرغ في الولايات المتحدة، وتوفي في 1998.